# Otto Goldschmidt
Otto Moritz David Goldschmidt (* 21. August 1829 in Hamburg; † 24. Februar 1907 in London) war ein deutscher Komponist, Dirigent und Pianist.

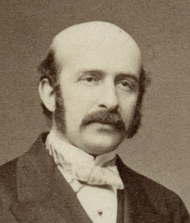
Foto aus den 1860er Jahren von Emilie Bieber

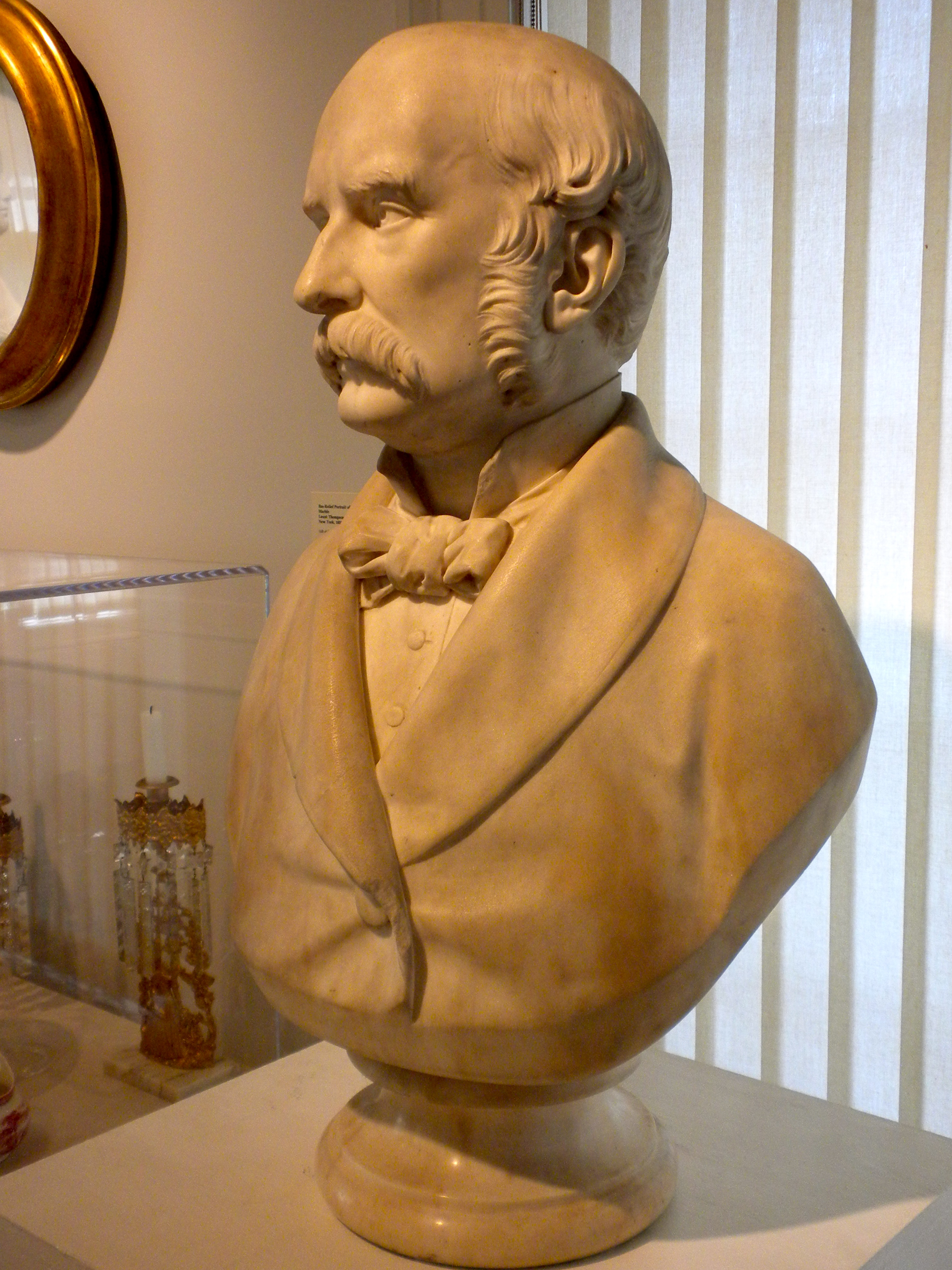
Büste von Joseph Durham

## Leben
Seine Eltern waren der jüdische Kaufmann Moritz David Goldschmidt und dessen Ehefrau Johanna Goldschmidt. Das Ehepaar hatte acht Kinder, die im geschützten Raum des wohlhabenden und gebildeten Elternhaus aufwuchsen. Die Familie gehörte zum Kreis des liberalen Reformjudentums. Da die Mutter musikalisch sehr begabt war – sie war eine hervorragende Sängerin, Klavier-, Geigen- und Harfenspielerin –, wurde großer Wert auf die musische Bildung der Kinder gelegt. Otto Goldschmidt besuchte von 1843 bis 1846 das Konservatorium in Leipzig. Dort war sein Lehrer u. a. Felix Mendelssohn Bartholdy. Dieser stellte seinem Studenten folgendes Zeugnis aus: Herr Goldschmidt hat ein schönes Talent zum Pianofortespiel auf erfreulicher Weise ausgebildet, u. auch in der Composition für sein Instrument nicht unbedeutende Anlagen gezeigt (zit. n. Marx 2003, S. 158). Zusätzlich nahm er noch privaten Klavierunterricht bei Clara Schumann, wobei er auch den jungen Hans von Bülow kennenlernte.
Am 5. Februar 1852 heiratete  der hochtalentierte Musiker in Boston (Mass.) die um acht Jahre ältere weltberühmte Sängerin Jenny Lind. Ihr zuliebe konvertierte Otto Goldschmidt zum evangelischen Glauben. Dem Ehepaar wurden drei Kinder geboren. Nach dem Tod  seiner Frau im Jahr 1887 veranlasste der Witwer die Herausgabe ihrer Biographie (deutsch, 2 Bde. Leipzig 1891).
Seit 1858 lebte das Ehepaar Goldschmidt-Lind in London, wo Otto Goldschmidt 1863 Professor und später Viceprincipal an der Royal Academy of Music wurde. Er gründete 1876 den Bach Choir, den er bis 1886 leitete. In London gehörte das Ehepaar einem Kreis deutsch-englischer Intellektueller an. Dazu gehörten beispielsweise der Komponist und Musikwissenschaftler Arthur Sullivan, der Maler Rudolf Lehmann und der Schriftsteller Charles Dickens.
Otto Goldschmidt schuf vor allem Klavierkonzerte und andere Klavierstücke, Lieder, Trios und das Oratorium Ruth, in welchem Jenny Lind 1870 bei dem Niederrheinischen Musikfest in Düsseldorf das Sopransolo sang und ihre Gesangskarriere beschloss.

## Werke
- Jenny Lind. Ihre Laufbahn als Künstlerin. Leipzig 1891